# LUX 008
LUX 005 fue un evento de artes marciales mixtas producido por LUX Fight League, que se llevó a cabo el 14 de febrero de 2020 en el Frontón México de Ciudad de México, México.

## Antecedentes
Una pelea entre Sergio Cossio y Hugo Flores por el Campeonato de Peso Ligero (que estaba vacante tras la salida de Diego Lopes) fue programada como el evento estelar. Ambos ya se habían enfrentado dos años atrás en LUX 003, que concluyó con victoria de Cossio.
La pelea coestelar contó con una pelea de peso pluma entre el expeleador de UFC Masio Fullen y Carlos Cañada.

## Resultados
1. ↑  Por el Campeonato de Peso Ligero de LUX